# Мејсвил (Оклахома)
Мејсвил (енгл. Maysville) град је у америчкој савезној држави Оклахома.

## Демографија
По попису из 2010. године број становника је 1.232, што је 81 (-6,2%) становника мање него 2000. године.
| Група             | 2000.         | 2010.         |
| Белци             | 1.112 (84,7%) | 1.012 (82,1%) |
| Афроамериканци    | 5 (0,4%)      | 4 (0,3%)      |
| Азијати           | 0 (0,0%)      | 4 (0,3%)      |
| Хиспаноамериканци | 22 (1,7%)     | 39 (3,2%)     |
| Укупно            | 1.313         | 1.232         |